# Seznam kamenů zmizelých v Modřanech

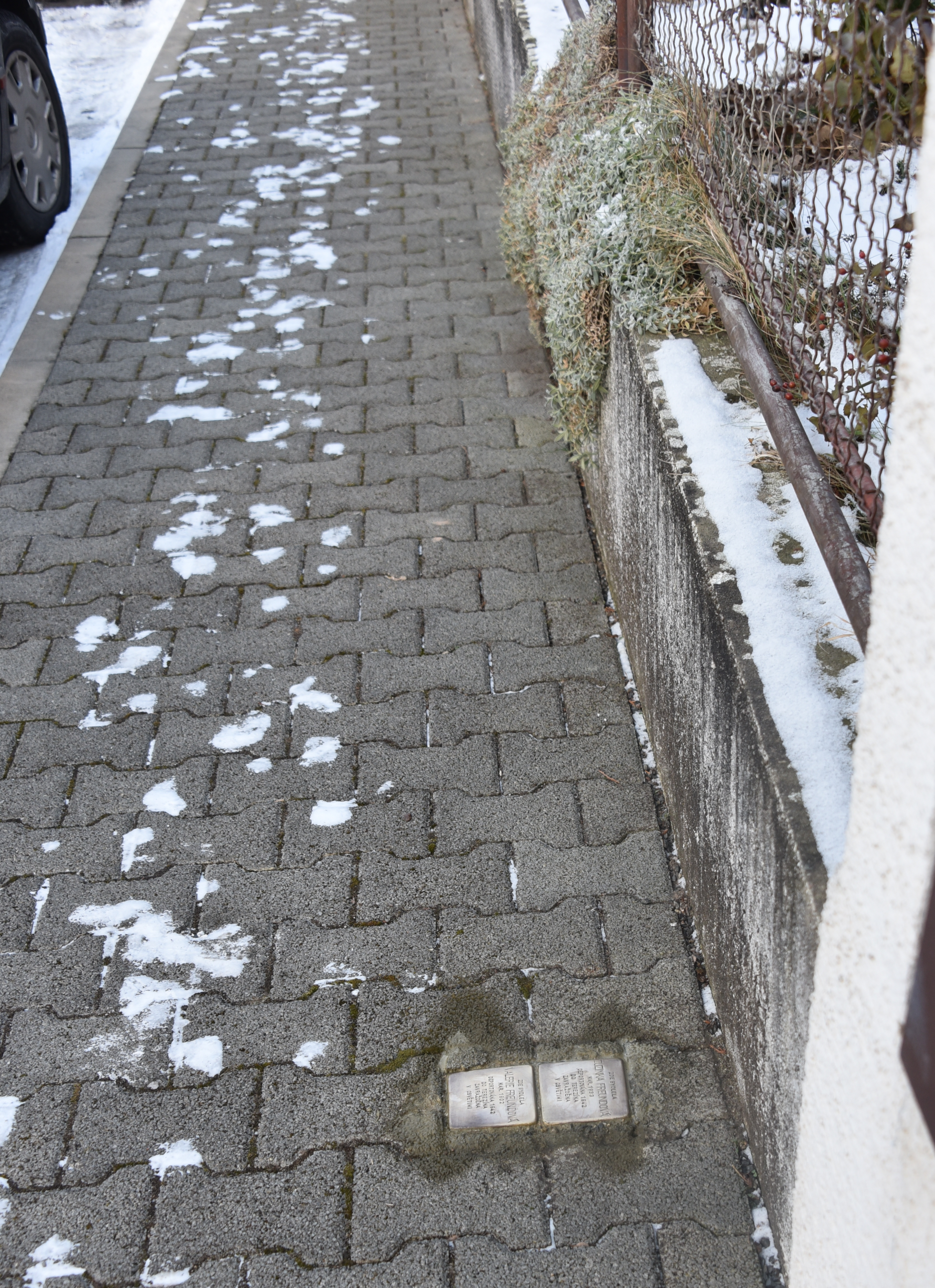
Stolpersteine pro matku a dceru Freundovou v Modřanech

Seznam kamenů zmizelých v Modřanech obsahuje pamětní kameny obětem nacismu v Modřanech (městská čtvrť Prahy). Jsou součástí celoevropského projektu Stolpersteine německého umělce Guntera Demniga. Kameny zmizelých jsou věnovány osudu těch, kteří byli nacisty deportováni, vyhnáni, zavražděni nebo spáchali sebevraždu.
Kameny zmizelých se zpravidla nacházejí před posledním místem pobytu obětí. První instalace v Praze se uskutečnila 8. října 2008.

## Stolpersteine
V Modřanech se nacházejí tyto kameny zmizelých:
| Obrázek | Nápis                                                                                      | Bydliště                                                    | Jméno, život |
| ------- | ------------------------------------------------------------------------------------------ | ----------------------------------------------------------- | --- |
|         | ZDE BYDLELA VALERIE FREUNDOVÁ NAR. 1902 DEPORTOVÁNA 1942 DO TEREZÍNA ZAVRAŽDĚNA V OSVĚTIMI | Praha, Dostojevského 931/5 49°59′51″ s. š., 14°24′41″ v. d. | Valerie Freundová roz. Sternová |
|         | ZDE BYDLELA ZUZINKA FREUNDOVÁ NAR. 1933 DEPORTOVÁNA 1942 DO TEREZÍNA ZAVRAŽDĚNA V OSVĚTIMI | Praha, Dostojevského 931/5                                  | Zuzinka Freundová, narozena 27. 04. 1933, poslední bydliště před deportací: Modřany, adresa/místo registrace v Protektorátu: Brno, Transport Ck, č. 932 (22. 12. 1942, Praha → Terezín), Transport En, č. 260 (04. 10. 1944, Terezín → Osvětim). Zavražděna. |

## Data pokládání kamenů
V roce 2011 byly přemístěny kameny zmizelých v Modřanech.